# César Izturis
César Iztúris (n. Barquisimeto, Lara, Venezuela; 10 de febrero de 1980) es un deportista de béisbol venezolano en Interbase que en Grandes ligas de Béisbol jugó para el equipo Orioles de Baltimore y en Venezuela jugó con Cardenales de Lara.
Iztúris fichó por el Toronto Blue Jays en 1996. Su primera aparición en las Grandes Ligas tuvo lugar en 2001 y al final de esa temporada fue transferido a los Dodgers.
César Izturis sigue los pasos de otros venezolanos que han juago esa posición: Chico Carrasquel, Luis Aparicio, David Concepción, Oswaldo Guillén, Omar Vizquel, Álex González y Carlos Guillén.
Desde 2002, Izturis fue el interbase abridor de los Dodgers, sus prestaciones al bate han mejorado lentamente. En 2004, llegó a un promedio de 0,288 con 62 carreras impulsadas en 159 juegos. A la defensiva, Izturis es un jugador muy rápido que realiza jugadas espectaculares de manera rutinaria, obteniendo así su primer guante de Oro.
En Venezuela, Izturis debutó en la temporada 1997-1998, luego de ser firmado por Emilio Carrasquel se retiró en la temporada 2015-2016 despidiéndose de su público en el Antonio Herrera Gutiérrez de Barquisimeto.
“Nunca imaginé una carrera tan larga. Viví día a día, año por año. Mi sueño era vestir el uniforme de Cardenales de Lara. Jugar en Estados Unidos. Paso por paso. Orgulloso de mi carrera. No puedo decir más. Agradecido con Dios y la familia Oropeza, que me abrió las puertas de esta casa desde el primer día y todavía me hace sentir como en familia”.

## Estadísticas de bateo
| Año   | Equipo | Juegos | VB   | C   | H   | HR | CE  | P     |
| 2001  | TOR    | 46     | 134  | 19  | 36  | 2  | 9   | 0,269 |
| 2002  | LA     | 135    | 439  | 43  | 102 | 1  | 31  | 0,232 |
| 2003  | LA     | 158    | 558  | 47  | 140 | 1  | 40  | 0,251 |
| 2004  | LA     | 159    | 670  | 90  | 193 | 4  | 62  | 0,288 |
| TOTAL |        | 498    | 1801 | 199 | 471 | 8  | 142 | 0,262 |

| VB | Veces al bate      | C  | Carreras          |
| H  | Hits               | HR | Home Runs         |
| CE | Carreras empujadas | P  | Promedio de bateo |